# 哈羅德·W·庫恩
哈羅德·威廉·庫恩（英語：Harold William Kuhn，1925年7月29日—2014年7月2日）是一名研究博弈論的美國數學家。他與大衛·蓋爾和阿爾伯特·W·塔克一起獲得1980年約翰·馮紐曼理論獎。他曾是普林斯頓大學數學系的名譽教授，因卡鲁什-库恩-塔克条件、庫恩定理、開發庫恩撲克以及描述任務分配問題的匈牙利演算法而知名。但最近人們發現卡爾·雅可比在1890年以拉丁文發表的一篇論文中早已解決分配問題，比匈牙利演算法早了幾十年。

## 生平
庫恩於1925年出生在加利福尼亞州聖塔莫尼卡。他因與约翰·福布斯·纳什的交流而知名，他是納什的研究生同學、終生的朋友和同事，也是使納什得到諾貝爾獎委員會關注的關鍵人物，從而使納什獲得1994年諾貝爾經濟學獎。庫恩和納什都與阿爾伯特·W·塔克有長期的聯繫和合作，後者是納什的論文導師。庫恩共同編輯了《The Essential John Nash》，並在2001年改編自納什生平的電影中被聘為數學顧問。
庫恩曾擔任工業與應用數學學會（SIAM）的第3任主席。他被選為2002年運籌學和管理科學研究所的研究員。
1949年，庫恩與邏輯學家萊昂·亨金的妹妹埃斯特爾·亨金（Estelle Henkin）結婚。他的大兒子克利福德·庫恩（Clifford Kuhn）是一名口述歷史學家及喬治亞州立大學的副教授，以其對美國南方的學術研究而知名。另一個兒子尼古拉斯·庫恩（Nicholas Kuhn）是維吉尼亞大學的數學教授。 His youngest son, Jonathan Kuhn, is Director of Art and Antiquities for the New York City Department of Parks & Recreation.
庫恩於2014年7月2日在紐約市逝世，享年88歲。

## 外部連結
- 哈羅德·W·庫恩在數學譜系計畫的資料。
- Princeton University Press:  The Essential John Nash （页面存档备份，存于）
- Collaboration with George Dantzig
- biography of Harold Kuhn （页面存档备份，存于） from the Institute for Operations Research and the Management Sciences